# Gaffa (periodico)
Gaffa è una rivista mensile danese fondata nel 1983 ed è la più prestigiosa e antica pubblicazione musicale in danese. Dal 1991 si occupa annualmente di organizzare i Gaffa-Prisen, mirati a premiare il meglio della musica nazionale e internazionale.